# Yichun (Jiangxi)
Yichun is een stadsprefectuur in het noordwesten van de zuidelijke provincie Jiangxi, Volksrepubliek China.